# Clethrionomys gapperi
Clethrionomys gapperi är en däggdjursart som först beskrevs av Nicholas Aylward Vigors 1830.  Den ingår i släktet skogssorkar och familjen hamsterartade gnagare. Inga underarter finns listade i Catalogue of Life.

## Beskrivning
En liten skogssork med en kroppslängd (utan svans) mellan 7 och 11 cm, en svanslängd på 2,5 till 6 cm och en vikt mellan 6 och 42 g. Pälsen på ovansidan är mörkgrå med ett tydligt, rödbrunt band längs ryggen. Ansikte och sidor är gulbruna, och buken varierar från mörkgrå till nästan vit. Vinterpälsen är tydligt längre och mjukare än sommarpälsen, och ungdjur är i regel mörkare än äldre djur. Öronen är bruna, nos och ben är korta.

## Ekologi
Arten är en övervägande nattaktiv sork som lever i tempererade skogar med klippor eller mossa, och gärna stubbar och murkna stammar som marktäckning. Den kan förekomma i både löv-, bland- och barrskog, men föredrar barrskog med mossa och trädrötter. Arten kan även förekomma på tundra, mossar, träskmarker, prärier och buskmarker. Hemområdet omfattar mellan 0,1 och 1,5 hektar. Vuxna honor hävdar revir. Boet inrättas vanligen under stubbar och rötter, men kan även inrättas i trädhål högt ovan marken.

### Föda och predation
Födan varierar med årstiderna: På våren kan sorken äta skott och späda stjälkar, för att övergå till frukt och bär under sommaren samt nötter och frön under hösten. Vintertid tar den bark, frön och rötter under snötäcket, men den kan också leva av insamlade förråd. Det förekommer även att arten tar svamp, lavar, insekter och snäckor. Speciellt i västra USA kan sommardieten till mycket stor del utgöras av svamp.
Själv utgör arten byte åt ett flertal predatorer som kanadensiskt lodjur, rödlo, prärievarg, varg, räv, svartbjörn, mårddjur, hökfåglar och ugglor.

### Fortplantning
Clethrionomys gapperi parar sig mellan mitten av januari och slutet av november. Under denna tid kan honan få upp till 6 kullar (2 till 4 för unga honor) med 1 till 9 ungar i varje efter en dräktighetstid mellan 17 och 19 dagar. Ungarna dias tills de är 17 till 21 dagar gamla, och blir könsmogna vid 3 månaders ålder. Arten kan leva i upp till 20 månader.

## Utbredning
Utbredningsområdet omfattar Kanada från British Columbia till Newfoundland samt i USA söderut till sydvästra Arizona och New Mexico samt österut genom Appalacherna till norra Georgia.

## Status
IUCN kategoriserar arten globalt som livskraftig. Populationen är stabil, arten är vanligt förekommande, och inga större hot är kända.